# Артасів
Арта́сів — село у Львівському районі Львівської області. Належить до Куликівської селищної громади.

## Географія
Ґрунт урожайний, поверхня горбиста. Сприяє виникненню низки сільськогосподарських культур - зокрема, пшениці (ярової). Для визрівання останньої, за місцевою легендою, необхідно 14-15 діб.

## Історія соціально-економічного розвитку
Артасів знаходиться на східних окраїнах Жовківщини, кілька кілометрів на північний схід від старовинного містечка Куликів. Місцевість має невеликий нахил на південь і добре обігрівається сонцем. Північна частина села знаходиться на підвищеннях, які сягають висоти до 270 м над рівнем моря. 
Перша згадка про село Артасів відноситься до 1442 року. Згадується Євстахій Стросовський, що у 1441-1452 роках був держателем давніх королівських (державних) дібр і земель
Краєзнавець А.Шнайдер вважав, що початки села сягають ще доісторичних часів. На його думку тут на узгір'ї Стриванка давні наші предки вшановували бога вітрів Стрибога. Посилаючись на рукопис Коритка «Fragmenta historyzne Rusi Czerwonej», що колись був у Жовківському замку, він писав, що жерці Стрибога колись називали струками. Вони підтримували постійний вогонь на його жертовниках. В селі ж було кільканадцять родин з прізвищем Струк. Сам Коритко у XVIII ст був земським нотаріусом у Львові і в своєму рукописі зазначив, що околиця від Куликова до Кам'янки може дати важливі джерела до вияснення слов'янської міфології. Він теж зазначив, що в курганах у селах Могиляни та Верб'яни колись селяни часто знаходили різні свідчення поганських культів та багато жертовних горшків, які називали грибами і знищували на місці (тобто розбивали). Невідомо, де зараз знаходиться рукопис Коритка і чи він взагалі існує.
А.Шнайдер писав, що раніше село називалося Ортасів. Знаходилося воно частково на пагорбах, а частково на осушених багнах над протоком Довгий. На місцевих глинковатих чорноземах у XIX ст. давала добрі врожаї гречка. В селі бракувало доброї питної води.
Академік І. П. Крип'якевич назву Артасів (Гортасів) виводив від імені засновника села — чужинця (імовірно мадяра). Відомий вчений М. Л. Худаш, пишучи про походження назви села Обертасів виводив її від особового імені (імовірно німецького Abhart, Ab(er)hardt). Назва Обертасів дуже схожа на Ортасів і може мати аналогічне походження.
Але є припущення, що Ортасів ще давніше міг називатися Обртасів. У цій гіпотетичній назві буквосполучення «обр» могло вказувати на національну незалежність носія імені «тас». Обрами в руських літописах називали аварів. Це були тюрські племена,що оселились на території Галичини та Панонії в VI ст. і вели важкі війни з антським союзом — предками слов'ян на Прикарпатті. Можливо, що й назва села Оброшин (у Пустомитівському районі) несе на собі відбиток тих часів.

## Населення
За даними перепису населення 2001 року у селі мешкало 632 особи.
Населення у 1880 році становило всього 541 особа, з них 57 римо-католиків, які належали до парафії в Куликові, 471 греко-католик, мали парафію в селі, 13 юдеїв.

### Мовні особливості
У селі побутує говірка наддністрянського говору. У Наддністрянський реґіональний словник Гаврила Шила внесені такі слова, вживані у Артасеві:
- задирка — задерта шкіра коло нігтя;
- теребити — чистити (наприклад, картоплю);
- шлюфка — петля для пояса (у штанах, у спідниці).

### Мова
Розподіл населення за рідною мовою за даними перепису 2001 року:
| Мова       | Кількість | Відсоток |
| ---------- | --------- | -------- |
| українська | 632       | 100%     |

## Відомі люди
- Ілясевич Ярослав Михайлович (1940, Артасів) — український політик та громадський діяч, народний депутат України 2-го скликання, член Української Національної Асамблеї (УНА) та начальник штабу Львівської крайової команди УНСО.
- Анна Кжиштофовіч (1925, Артасів — 2006, Краків) — зоолог, професор кафедри систематичної зоології та зоогеографії інститут зоології Ягеллонського університету, походила з польських вірменів. Її родина володіла майном у селі з 1880 року. Батько, Ян Кжиштофовіч, володів приблизно 360 га землі, на яких він з використанням трактора вирощував буряк, олійні культури, кмин, топінамбур. У 1939 році родина виїхала до Польщі.[5]
- Гидз Володимир Володимирович (01.03.1970 — 25.05.2023) — солдат ЗСУ, помер в м. Запоріжжя.
- Ях Роман Богданович (30.05.1995 — 23.10.2023) — солдат ЗСУ, помер в м. Київ.
- Слабак Віталій Васильович (1989 — 05.09.2024) — солдат ЗСУ, загинув поблизу м. Часів Яр, Бахмутського району, Донецької області. Поховали захисника 10.09.2024 в с. Артасів.
- Томич Тарас Дмитрович (* 1959) — радянський футболіст, що виступав на позиції нападника.